# Михеев, Николай Степанович
Николай Степанович Михеев (1879 — 1930, Нижний Тагил, Уральская область) — горный инженер.

## Биография
Родился в семье унтер-офицера.
В 1903 году окончил Санкт-Петербургский горный университет, получив звание горного инженера первого разряда. В 1904 году по рекомендации Карпинского Александра Петровича был приглашен заведовать рудным хозяйством в Алапаевский горный округ.
По версии Ф. Вибе это назначение состоялось так: «Владимиру Ефимовичу Грум-Гржимайло, в бытность его начальником Алапаевского горного округа, понадобился специалист для проведения геологоразведочных работ, который бы смог оценить перспективы Алапаевского железорудного месторождения. С такой просьбой он обратился к тогдашнему почётному директору Геолкома уроженцу Урала А. П. Карпинскому. Александр Петрович порекомендовал Михеева, окончившего в 1904 году Петербургский горный институт. Но Грума смутил слишком моложавый вид Николая Степановича, и он засомневался, брать ли его. Чтобы рассеять сомнения, позвонил еще раз Карпинскому, но тот уверенно заявил, что „у мальчика есть глаз“. Так решилась судьба Михеева. Он был приглашен на солидную должность заведующего рудным хозяйством Алапаевского горного округа. Грум-Гржимайло не пришлось пожалеть о сделанном выборе. Николай Степанович обосновал своё представление о происхождении Алапаевской железной руды, из которого следовало, что месторождение имеет форму единого пластообразного тела. Инспектировавший его в 1906 году Карпинский признал справедливость гипотезы. Прогноз оказался удачным, и завод был обеспечен сырьем на многие годы».
Сыграл значительную роль в том, что именно в Екатеринбурге был открыт Горный институт.
В 1920-х годах был одним из авторов ежемесячного политико-экономического журнала УРАЛСОВЕТА «Хозяйство Урала».
Летом 1921 года после осмотра Челябинских копей высказал мнение, что «строение района не совсем таково, как это рисовал Л. И. Лутугин. Н. С. Михеев полагал и детальные исследования подтвердили это, что Челябинскому месторождению свойственен особый вид дислокаций — поперечная неглубокая складчатость, которая и объясняет сильное изменение взаимного расположения пластов на коротких расстояниях».
Кроме профессиональных занятий интересовался поэзией. Под псевдонимом «Н. Степанович» выпустил книгу стихов «Песни души. 1896—1921» (Москва, 1922). Был владельцем книжного собрания. В Свердловской областной универсальной научной библиотеке имени В. Г. Белинского сохранились книги с экслибрисом «Николай Стефанович Михеев. Горный инженер».
В 1930 году был арестован по «делу Промпартии». Предположительно покончил с собой в Нижнетагильской тюрьме ОГПУ.
Семья
Жена — Михеева Екатерина Гавриловна (04.12.1890—10.02.1981).